# Dienerella ruficollis
Dienerella ruficollis är en skalbaggsart som först beskrevs av Thomas Marsham 1802.  Dienerella ruficollis ingår i släktet Dienerella, och familjen mögelbaggar. Arten är reproducerande i Sverige.

## Bildgalleri

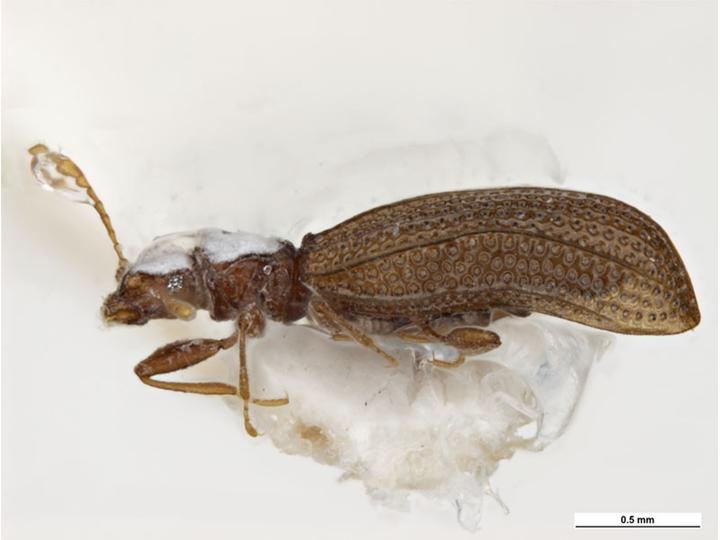